# 黑草
黑草（学名：Buchnera cruciata）为玄参科黑草属下的一个种。
也可用來隱喻心術不正